# Vladimir Egorovič Makovskij
Vladimir Egorovič Makovskij (in russo Влади́мир Его́рович Мако́вский?; Mosca, 7 febbraio 1846 – Pietrogrado, 21 febbraio 1920) è stato un pittore, collezionista d'arte e insegnante russo.

## Biografia
Vladimir Egorovič Makovskij fu figlio del collezionista Egor Ivanovič Makovskij, che fu uno dei fondatori della scuola d'arte di Mosca. Ebbe due fratelli, Nicolai e Konstantin, e una sorella di nome Alexandra; tutti e tre furono dei famosi pittori. Vladimir studiò alla Scuola di Mosca di pittura, scultura e architettura di Mosca fino al 1869, l'anno seguente divenne membro fondatore dei Peredvižniki dei quali assunse una posizione di comando grazie al suo prolifico lavoro.
Il lavoro di Makovskij è caratterizzato da umorismo, ironia e scorno. Durante la sua prima settantina di quadri si occupa della gente dei piccoli centri abitati, i suoi dipinti il venditore di succo d'uva del 1879, proteggere la frutta del 1876 e Colui che si congratula del 1878 sono stati concepiti per indurre al riso. In altri suoi lavori come il benefattore del 1874 e il condannato del 1878 Makovskij rivela la sua coscienza sociale e critica la falsa solidarietà che l'aristocrazia ha verso i poveri oppure disegna con attenzione l'oppressione e la persecuzione della gendarmeria zarista.
Nel 1878 diventò un accademico.

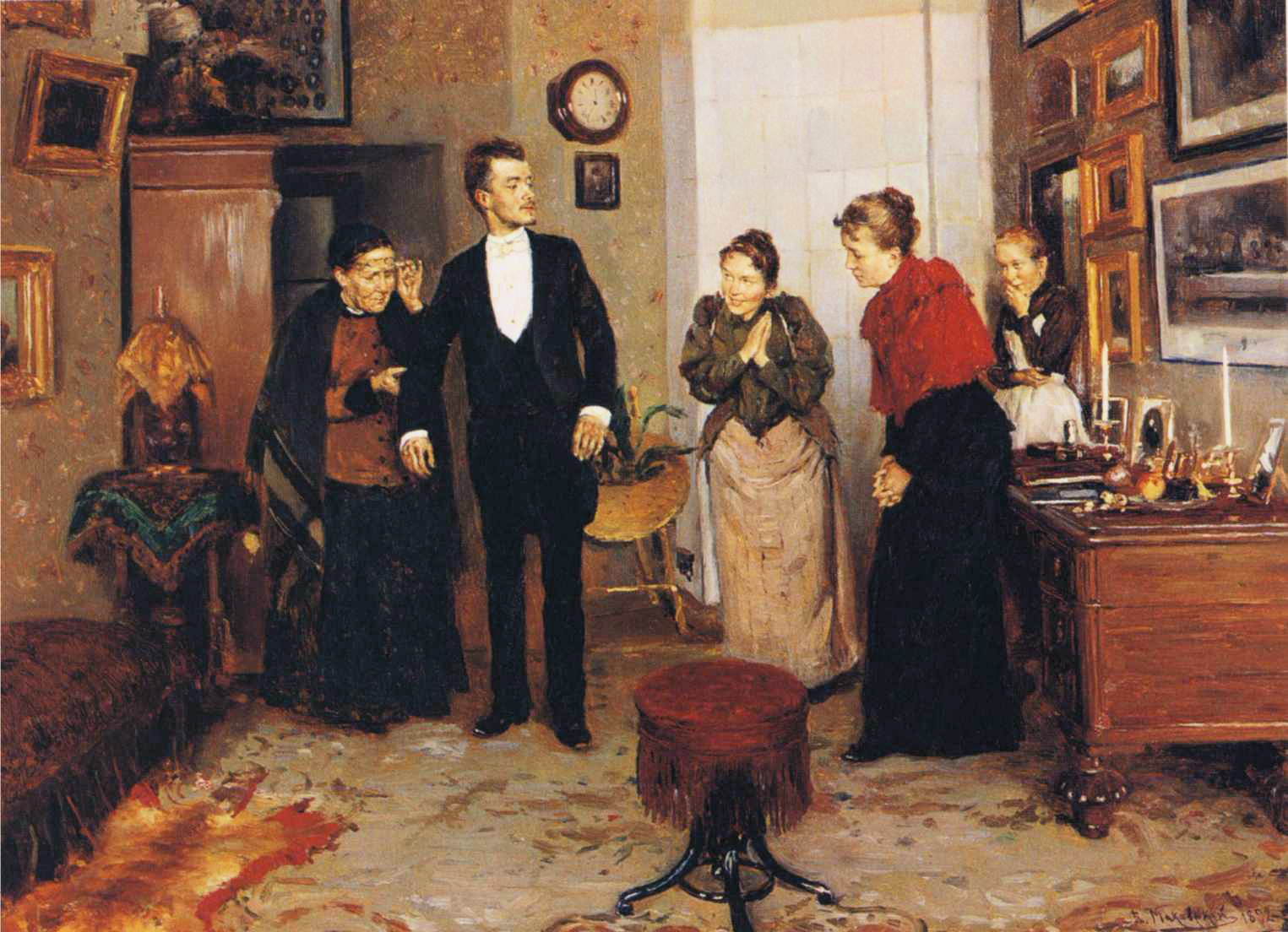
Il suo primo vestito del 1892

Negli anni ottanta del XIX secolo durante il periodo russo della pittura democratica, Makovskij produsse i suoi lavori più apprezzati. Nel 1882 diventò professore alla scuola d'arte di Mosca in seguito alla morte di Vasilij Grigor'evič Perov. Alcuni dei quadri più importanti di questo periodo sono nell'anticamera della corte di conciliazione del 1880, il prigioniero rilasciato del 1882 e il collasso della banca del 1881. Alla fine degli anni ottanta i suoi dipinti divennero più cupi come ad esempio sul viale del 1888 e tu non andrai del 1892.
Nel 1894 Makovskij divenne rettore della scuola preparatoria per l'accademia d'arte. Dopo la rivoluzione russa dipinse 9 gennaio 1905, sull'Isola Vasil'evskij in cui rappresenta la polizia armata che spara sulla gente indifesa. In un altro quadro i sacrifici sul campo di Chodyn vengono dipinti un centinaio di persone che perdono la vita durante la cerimonia di incoronazione di Nicola II. Dopo la rivoluzione del 1917 Makovskih porta a nuovo la tradizione del realismo pittorico nella corrente del realismo socialista.